# Đỗ Lê Chi
Đỗ Lê Chi là Trung tướng Công an nhân dân Việt Nam. Ông nguyên là Ủy viên Đảng ủy Công an Trung ương, Cục trưởng Cục Khoa học chiến lược và lịch sử, Bộ Công an Việt Nam.

## Xuất thân
Đỗ Lê Chi quê quán tại thị trấn Quảng Yên, huyện Yên Hưng, tỉnh Quảng Ninh.
Ông là con trai út của nhạc sĩ Xuân Oanh (Đỗ Xuân Oanh) và bà Lê Thị Xuân Uyên (Lê Minh Thái), con gái lớn của bác sĩ Lê Trạc.
Đỗ Lê Chi còn có hai anh trai là Đỗ Lê Châu và Đỗ Lê Chân. Đỗ Lê Châu, sinh ngày 30 tháng 6 năm 1956, mất ngày 27 tháng 1 năm 2016, Thiếu tướng Công an nhân dân Việt Nam, Phó Giáo sư, Tiến sĩ, Giám đốc Học viện B43 – Tổng cục Tình báo, Bộ Công an (Việt Nam).

## Sự nghiệp
Đỗ Lê Chi là đảng viên Đảng Cộng sản Việt Nam.
Tháng 12 năm 2017, Đỗ Lê Chi là Thiếu tướng, Viện trưởng B35, Tổng cục Tình báo, Bộ Công an (Việt Nam).
Từ tháng 8 năm 2018 đến nay, Đỗ Lê Chi là Thiếu tướng Công an nhân dân Việt Nam, Cục trưởng Cục Khoa học, Chiến lược và Lịch sử Công an, Bộ Công an.
Tháng 2 năm 2019, Đỗ Lê Chi là ủy viên Đảng ủy Công an Trung ương.